# Брахидактилија
Брахидактилија или краткопрстост (скраћени прсти) је поремећај који се наслеђује аутозомно-доминантно. 
Видети такође:
- доминантан алел